# Gabriel Mariano
José Gabriel Lopes da Silva, auch: Gabriel Mariano (geb. 18. Mai 1928, Ribeira Grande; gest. 18. Februar 2002, Lissabon, Portugal) war ein kapverdischer Dichter, Romanschriftsteller und Essayist.

## Leben
Er studierte in São Joaquim und schloss sein Studium als Regisseur in Lissabon ab. Er kehrte 1950 nach Kap Verde zurück, wo er an der Erstellung der Zeitschriften Restoration (mit Jorge Pedro Barbosa und anderen), Cultural Supplement (mit Carlos Alberto Monteiro und anderen) und Boletim Cabo Verde beteiligt war. Seine kulturellen Aktivitäten machten den örtlichen Gouverneur auf ihn aufmerksam und er wurde nach Mosambik deportiert.
Er veröffentlichte Gedichte, Romane und Essays auf Portugiesisch und kapverdischem Kreolisch.
Nach der Unabhängigkeit kehrte er nach Kap Verde zurück. Er schrieb 1976 „Vida e Morte de João Cabafume“, welches mit dem African Literary Award ausgezeichnet wurde, 1991 einen Essay über die kapverdische Kultur und 1993 eine poetische Anthologie mit dem Titel „Ladeira Grande“. Den Rest seines Lebens verbrachte er in Portugal, wo er am 28. Februar 2002 starb.
Einige seiner Gedichte finden sich in der Tertúlia-Gedichtsammlung.
Eines seiner Gedichte ist auf der CD Poesia de Cabo Verde e Sete Poemas de Sebastião da Gama (2007) von Afonso Dias zu finden.
Er ist nicht zu verwechseln mit einem anderen Dichter von São Nicolau, José Lopes da Silva (15. Januar 1872–2. September 1962). Dieser war ebenfalls Professor und Journalist. Möglicherweise sind die beden verwandt.

## Werke
- A Mestiçagem: seu papel na formação da sociedade caboverdeana. (Mestiçagem: seine Rolle bei der Bildung der kapverdischen Gesellschaft, Suplemento Cultural, 1958)
- Do Funco ao Sobrado ou o Mundo que o Mulato Criou. (Vom Funco zu Sobrado oder über die Welt, die der Mulato erschuf. Colóquios Caboverdeanos, 1959)
- 12 Poemas de Circunstâncias. (12 Gedichte aus Umständen, 1965)
- Amor e partida na poesia crioula de Eugénio Tavares ou inquietação amorosa. (Liebe und Aufbruch in der kreolischen Poesie von Eugénio Tavares oder liebevolle Unruhe)
- Capitão Ambrósio
- Inquietação e serenidade. Aspectos da insularidade na poesia de Caboverde. (Unruhe und Gelassenheit. Aspekte der Insellage in Capeverdes Poesie)
- Nome de casa e nome de igreja. (Hausname und Kirchenname)
- O Rapaz Doente. (Der kranke Junge, 1963)
- Osvaldo Alcântara — O Caçador de heranças ou inquietação social. (Osvaldo Alcântara – Der Erbejäger oder soziale Unruhen)
- Uma Introdução à Poesia de Jorge Barbosa (Eine Einführung in die Poesie von Jorge Barbosa)
- Vida e Morte de João Cabafume (Leben und Tod von João Cabafume, Via Editora, 1976) African Literary Award.
- Cultura Caboverdeana (Kapverdische Kultur, Essays, Vega 1991)
- Ladeira Grande (Gedicht-Anthologie, editora Vega 1993)